# اگنس آربر
اگنس آربر (انگلیسی: Agnes Arber؛ ۲۳ فوریهٔ ۱۸۷۹ – ۲۲ مارس ۱۹۶۰) یک دانشمند اهل بریتانیا بود.